# يوليوس أدلر
يوليوس أدلر (بالألمانية: Julius Adler)‏ هو سياسي ألماني، ولد في 23 يناير 1894 في نوينكيرشن في ألمانيا، وتوفي في 8 أبريل 1945 في ألمانيا بسبب حمى نمشية. حزبياً، نشط في الحزب الشيوعي في ألمانيا. وقد انتخب عضو مجلس النواب الألماني للجمهورية فايمار.